# Mecynargus morulus
Mecynargus morulus là một loài nhện trong họ Linyphiidae.
Loài này thuộc chi Mecynargus. Mecynargus morulus được Octavius Pickard-Cambridge miêu tả năm 1873.